# フリードリヒ・ヴィルヘルム・フォン・リンダイナー＝ヴィルダウ

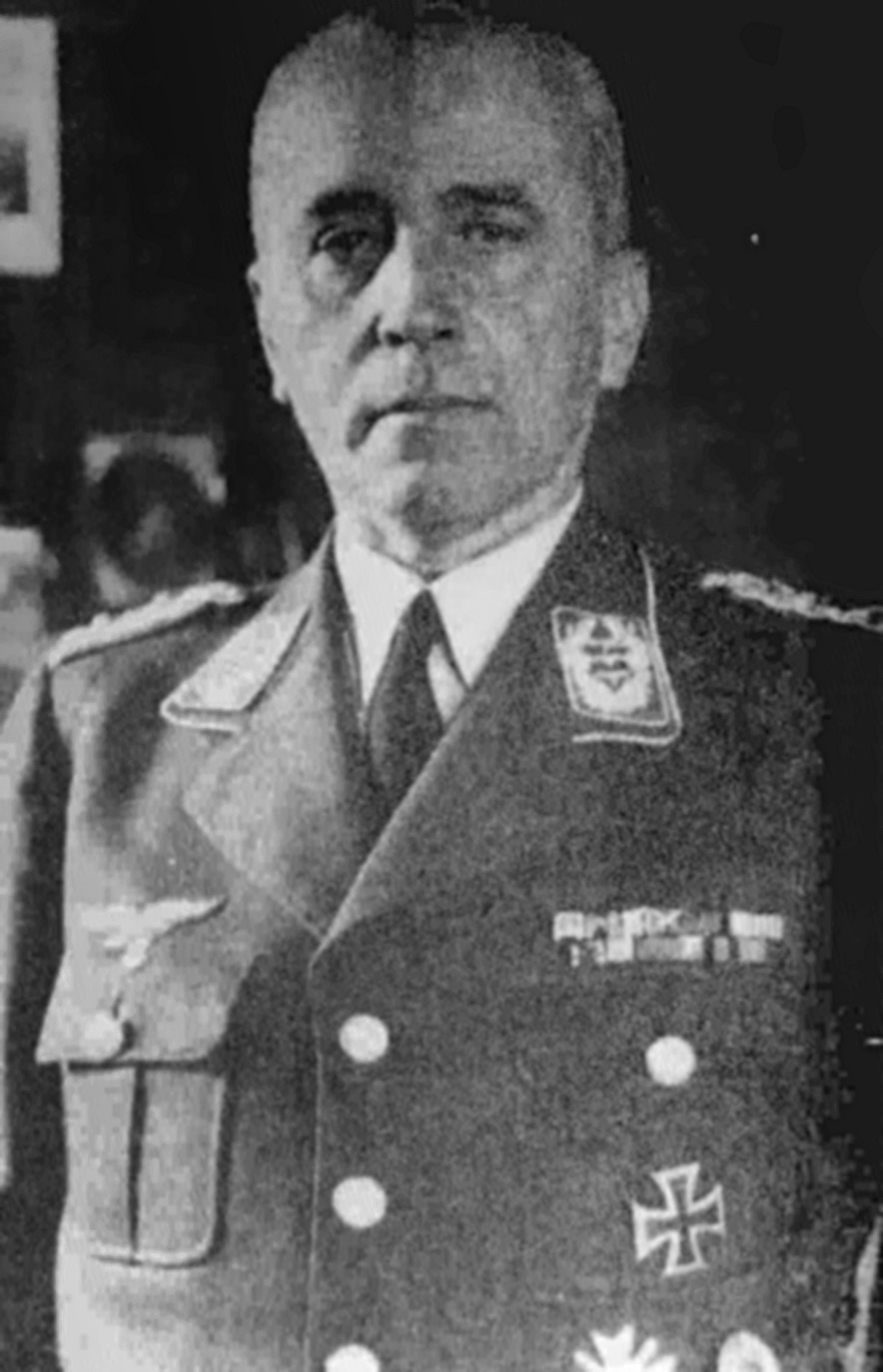
スタラグ・ルフト IIIの所長を務めていた頃のフリードリヒ・ヴィルヘルム・フォン・リンダイナー＝ヴィルダウ

フリードリヒ・ヴィルヘルム・フォン・リンダイナー＝ヴィルダウ（Friedrich Wilhelm Gustav von Lindeiner genannt von Wildau, 1880年12月12日 - 1963年6月22日）は、ドイツの軍人。第二次世界大戦中、スタラグ・ルフト III（第3空軍捕虜収容所）の所長を務めていたが、大規模な捕虜脱走事件が発生したために解任された。この脱走事件は後に『大脱走』（The Great Escape）として書籍化・映画化された。

## 経歴
1880年、フリードリヒ・ヴィルヘルム・フォン・リンダイナー＝ヴィルダウはグラッツにて生を受けた。1898年3月15日、少尉として第3近衛歩兵連隊に配属される。1902年5月1日、プロイセン陸軍を離れてドイツ領東アフリカの植民地防衛隊(Schutztruppe)に移る。1902年6月20日から1905年9月13日まではグスタフ・アドルフ・フォン・ゲッツェン総督の副官として勤務し、また1905年9月7日から1906年10月11日まで、植民地防衛隊本部付副官の任にあった。マジ・マジ反乱の鎮圧にも参加し、その時の戦功から剣付四級王冠勲章などを受章している。1908年7月31日に植民地防衛隊を離れ、1908年8月1日付で中尉に昇進すると共にプロイセン陸軍第4近衛歩兵連隊に移る。
1912年7月20日、大尉に昇進すると共に第1近衛歩兵連隊第11中隊の中隊長に任命される。1914年8月10日から最高司令部付幹部護衛歩兵隊(Infanteriestabswache)に勤務。9月19日、第11中隊長に復帰するが、11月17日には第一次イーペル会戦の最中に負傷する。1915年4月13日、前線復帰を果たした彼は第5中隊長となり、5月27日には第2大隊の指揮を任せられた。8月29日、ブーク川およびヤショルダ川を巡る戦いの中で再び負傷する。復帰後は第1近衛歩兵連隊付フュズィリーア大隊の指揮を執るが、12月5日にはロワ＝ノワイヨンを巡る戦いの中で再び負傷した。
1914年9月24日、第5通信検査官(Etappen-Inspektion 5)に任命され、1916年10月4日にはヨアヒム・フォン・プロイセンの個人副官となる。1917年10月30日、連隊に復帰。1918年4月23日、近衛予備軍団(Garde-Reserve-Korps)付の副官に任命されると共に少佐に昇進。1918年11月8日、第4軍付副官に任命され、そのまま敗戦を迎えた。
休戦協定締結後の1919年1月18日より国境警備隊の一員としてポツダムに派遣される。1919年9月20日、退役。これに合わせて第1近衛歩兵連隊の制服が記念として贈られた。その後は民間企業に勤務し、またオランダ人の女男爵と結婚している。
1937年、ヘルマン・ゲーリングの個人幕僚の1人としてドイツ空軍に参加。第二次世界大戦中にはスタラグ・ルフト IIIの所長に任命された。1944年、いわゆる「大脱走」が起こると、彼は処罰を免れようと精神病を装ったという。しかし結局は歩兵指揮官の1人として前線勤務が言い渡され、赤軍とのベルリンを巡る戦いの中で負傷した。敗戦と共にイギリス軍に投降し、ロンドン監獄にて2年間収容された。その間、彼はスタラグ・ルフト IIIで起こった捕虜の殺害に関連して、特別捜査局(SIB)からの尋問を受けている。しかし元捕虜の多くは、彼がジュネーブ条約に従って捕虜を扱っていたと証言した。最終的に彼は終身刑や死刑を免れ、釈放された。
1963年、82歳で死去した。

## 人物
映画化もされた大脱走の舞台であるスタラグ・ルフト III(第三空軍捕虜収容所)においては、捕虜の証言によればフォン・リンダイナー所長は60歳を超えているにもかかわらず若者並に背筋がシャンとしており、ゆったりと落ち着いた表情をたたえ、プロシアの伝統に従った非の打ちどころの無い身だしなみであった。
ゲシュタポが収容所を訪れた際に『脱走を試みた者がいた場合は報復、見せしめとして収容所内での射殺もするべきではないか』と言ってくると、後日部下に対し「もしこのような命令が本当に出たら私は自殺する」と言っていたという。
また、そのような話がゲシュタポから出た後には捕虜達に対し脱走活動を辞めさせるために「脱走した捕虜は悲惨な運命をたどらざるを得ないのだ。この戦争は1年か、長くても2年で終わるだろうから… 今、命を懸けて脱走する必要はない」と説得するなど、戦争の敵対国同士という限界はあったにせよ、捕虜の事を気に掛けることが多かった。
大脱走が発生した翌々日、脱走捕虜の一部がサガン刑務所に拘留されている事を知った際には、身柄を第三空軍捕虜収容所に移してくれないかという打診までしていた。これは空軍捕虜収容所以外では捕虜は悲惨な扱いを受ける事を知っていたからだが、既にこの時、脱走の責任を取らされて収容所長を解任されていたので、拒否された。
捕虜が会釈をすればきちんと敬礼を返していたし、その人柄から、収容所の監視兵からも捕虜からも尊敬されていた。